# 黔城古建筑群
黔城古建筑群位于湖南省洪江市的黔阳古城内，地处潕水和沅江交汇处，三面环水，一面依山。2013年5月，黔城古建筑群被列为全国重点文物保护单位。黔阳古城为国家4A级旅游景区。

## 概况
黔阳古城历史城区总面积0.8平方公里，城内青石街巷纵横交错，主要为明清时代的建筑。今尚存四个城门的遗址，其中，西门又称中正门，其城门及门楼保存完好，门上“中正门”三字系戴笠所书。现保存完好的文物古迹有明清时期的南正街、钟鼓楼、万寿宫、状元桥、老县衙、宝山书院、龙王庙、老爷巷、赤峰塔等。而芙蓉樓更是被誉为“楚南上游第一胜迹”，其中建有碑廊厅，刊颜真卿、黄庭坚、米芾、岳飞、陈梅仙等人鐫刻的历代碑刻一百多块，具有较深厚的文化底蕴。

## 图集
- 黔陽古城的老街道
- 黔陽古城全景